# Nesocharis capistrata
El olivino carigrís (Nesocharis capistrata) es una especie de ave paseriforme de la familia Estrildidae propia del África occidental y central.

## Distribución
Se la encuentra en Benín, Burkina Faso, Camerún, Chad, República Democrática del Congo, Costa de Marfil, Gambia, Ghana, Guinea, Guinea-Bissau, Mali, Nigeria,  República Centroafricana, Sierra Leona, Sudán del sur, Togo y Uganda. Se estima que su área de distribución alcanza una superficie de 800.000 km².